# Tom Cywinski
Tom Jan Filip Cywinski (* 1987 in West-Berlin) ist ein deutscher Politiker (CDU). Seit 2023 ist er Mitglied des Abgeordnetenhauses von Berlin.

## Leben
Cywinski legte 2007 sein Abitur am Hermann-Ehlers-Gymnasium ab, um anschließend Geschichte und Kunstgeschichte an der Humboldt-Universität zu Berlin zu studieren. Er war bis zu seinem Einzug ins Abgeordnetenhaus 2023 Leiter der Geschäftsstelle des Freundeskreises der Charité e. V. Er lebt in Berlin-Steglitz.

## Politik
Cywinski trat 2004 in die Junge Union ein und ist Mitglied der CDU. Von 2009 bis 2018 war er Vorsitzender der Jungen Union Steglitz-Zehlendorf und seit 2017 CDU-Ortsvorsitzender in Südende und stellvertretender Kreisvorsitzender seiner Partei. Von 2011 bis 2023 war er Mitglied der Bezirksverordnetenversammlung von Steglitz-Zehlendorf. 
Er kandidierte bei der Wahl zum Abgeordnetenhaus von Berlin 2021 im Wahlkreis Steglitz-Zehlendorf 2, verfehlte jedoch den Einzug ins Abgeordnetenhaus. Bei der Wiederholungswahl 2023 konnte er das Direktmandat im Wahlkreis Steglitz-Zehlendorf 2 gewinnen und zog ins Abgeordnetenhaus ein.
Cywinski ist Mitglied der überparteilichen Europa-Union Berlin (EUB), die sich für ein föderales Europa und den europäischen Einigungsprozess einsetzt.